# Couches à poissons du Mont Liban
Les couches à poissons du Mont-Liban réunissent plusieurs lagerstätten du Crétacé supérieur (quatre dans le Cénomanien, un dans le Santonien). Ces gisements ont livré de riches faunes d'actinoptérygiens, sélaciens et crustacés.

## Liste des gisements

### Gisements du Cénomanien
- Haqil (= Hakel), situé dans les montagnes à l'est de Byblos ;
- Hgula (= Hadjoula), situé dans les montagnes à l'est de Byblos ;
- En Nammoura, également situé dans les montagnes à l'est de Byblos ;
- Kousba, plus au nord.

### Gisement du Santonien
- Sahel Alma, situé au nord-est de Beyrouth, près de Notre Dame-du Liban.